# Çatakdibi, Erciş
Çatakdibi là một xã thuộc thành phố Erciş, tỉnh Van, Thổ Nhĩ Kỳ. Dân số thời điểm năm 2011 là 1.186 người.